# Riccardo Maestri
Riccardo Maestri (ur. 20 kwietnia 1994 w Cernusco sul Naviglio) – włoski pływak, specjalizujący się głównie w stylu dowolnym. 
Srebrny medalista mistrzostw Europy w sztafecie 4 x 200 m stylem dowolnym. Mistrz Europy juniorów z Antwerpii w tej samej sztafecie oraz na dystansie 200 m stylem dowolnym. 
Uczestnik igrzysk olimpijskich w Londynie (2012) w sztafecie 4 x 200 m stylem dowolnym (11. miejsce).